# El peinado (Degas)
El peinado es una pintura al óleo sobre lienzo de 114,3 x 146,7 cm de Edgar Degas, datable en torno a 1896 y conservada en la National Gallery de Londres.

## Historia
Degas siempre se sintió atraído por el cuerpo femenino en movimiento y en su último periodo de actividad realizó gran cantidad de estudios y pasteles de mujeres inmersas en gestos relacionados con el cuidado de su cuerpo, en el baño y el tocador.
El cuadro fue adquirido por el museo en 1937.

## Descripción y estilo
Una sirvienta cepilla el largo cabello rojo de su señora sentada, que parece sentir dolor, protegiendo la línea del cabello de su frente con una mano para amortiguar el tirón. Es el cabello grueso el que constituye el punto de apoyo de la escena y une a las dos protagonistas. La mujer sentada aun en camisón, tiene el vientre prominente: ¿podría estar embarazada?
La relación entre las dos mujeres es ambigua: aunque la mujer de pie pertenece claramente a la servidumbre, es sin duda la figura dominante en la escena. El colorido cálido aporta una vaga connotación erótica. Es precisamente el inusual color el que transforma el ritual diario matutino de cepillarse el cabello en algo ambiguo y provocador.
Toda la escena está basada en el rojo y el naranja (de la habitación, de la cortina, de la ropa y el cabello de la mujer), interrumpidos únicamente por algunas zonas blancas (el tono de piel de la mujer sentada, el delantal de la peinadora) y amarillas, como el cepillo colocado sobre la mesa, que se potencian mutuamente. Para dar el efecto de un mantel de algodón cubriendo la mesa en primer plano, el artista simplemente dejó visible el lienzo subyacente. Unas líneas enérgicas de color gris oscuro delinean las figuras. Un arrepentimiento se puede ver en el brazo levantado de la dama, algunas zonas están más definidas que otras; los objetos sobre la mesa, por ejemplo, parecen inacabados. Es posible que el artista no considerara la obra terminada, de hecho no la firmó. Pero nunca la completó y permaneció en su estudio. Tras su muerte, la compró Henri Matisse.